# Аказеев, Лев Анисимович
Лев Ани́симович Аказе́ев (3 августа 1902, Паратмары, Виловатовражская волость, Козьмодемьянский уезд, Казанская губерния, Российская империя ― 21 января 1965, Щёлково, Московская область, РСФСР, СССР) ― советский государственный деятель и деятель здравоохранения, врач-хирург. Министр здравоохранения Марийской АССР (1948―1953), инициатор и организатор строительства Республиканской больницы МАССР. Заведующий Марийской областной больницей, директор Йошкар-Олинского медицинского техникума (1930―1931), заведующий Марийским областным отделом здравоохранения (1933―1935). Главный врач Щёлковской больницы Московской области (1935―1936). Хирург лечебно-санитарного управления Кремля и центральной клинической больницы имени Н. А. Семашко (1936―1938), хирург-ординатор Главного военного госпиталя имени Н. Н. Бурденко (1938―1947). Участник боёв у озера Хасан (1938), советско-финляндской и Великой Отечественной войн. Член ВКП(б) с 1928 года. 

## Биография
Родился 3 августа 1902 года в деревне Паратмары ныне Горномарийского района Республики Марий Эл в семье крестьянина-середняка. 
В 1914 году окончил церковно-приходскую школу, в 1917 году ― 2-классное училище, в 1921 году ― высшее начальное училище г. Козьмодемьянска.
В 1927 году окончил медицинский факультет Московского государственного университета имени М. В. Ломоносова.
По окончании университета ― заведующий Ардинским врачебным участком, Оршанской кантонной больницей Марийской АССР. В 1928 году принят в ВКП(б). 
В 1930―1931 годах ― заведующий Марийской областной больницей, параллельно ― директор Йошкар-Олинского медицинского техникума.
В 1931 году направлен в ординатуру 2-й хирургической клиники 1-го Московского медицинского института. В 1933 году по инициативе руководства Марийской автономной области отозван в г. Йошкар-Олу и назначен заведующим областным отделом здравоохранения.
С 1935 года ― главный врач Щёлковской больницы Московской области. В 1936―1938 годах ― хирург лечебно-санитарного управления Кремля и центральной клинической больницы имени Н. А. Семашко. В 1938 году уволился оттуда под угрозой репрессий.
В сентябре 1938 года призван в Красную армию Красно-Пресненским районным военкоматом г. Москвы. В 1938―1947 годах ― хирург-ординатор Главного военного госпиталя имени Н. Н. Бурденко. Был участником событий на озере Хасан в 1938 году и советско-финляндской войны. Участник Великой Отечественной войны: в 1943―1945 годах ― ведущий хирург полевого подвижного госпиталя Брянского фронта, начальник эвакогоспиталя № 1078 3-го Белорусского фронта, майор медицинской службы. Демобилизовался в марте 1947 года. Награждён орденами Отечественной войны II степени и Красной Звезды.
В 1947―1948 годах заведовал хирургическим отделением Московской областной онкологической больницы.
В 1948―1953 годах ― министр здравоохранения Марийской АССР. Был инициатором и организатором строительства Республиканской больницы Марийской АССР. В 1951―1955 годах избирался депутатом Верховного Совета Марийской АССР 3-го созыва. Награждён орденом «Знак Почёта» и медалями.
В 1953―1965 годах ― хирург Фрязинской городской больницы Московской области.
Скончался 21 января 1965 года в подмосковном Щёлково. Похоронен на кладбище Гребенское Щелковского муниципального района Московской области.

## Награды
- Орден Отечественной войны II степени (24.04.1945)[1]
- Орден Красной Звезды (21.03.1940)[1]
- Орден «Знак Почёта» (1951)[1]
- Медаль «За победу над Германией в Великой Отечественной войне 1941—1945 гг.» (09.05.1945)